# 원숭이손
원숭이손 또는 유인원손은 인간에게서 나타나는 손 기형의 하나로, 엄지손가락을 손의 나머지 부분으로부터 떨어트리면서 움직일 수 없는 상태를 보인다.
엄지두덩근육과 대립근 엄지으뜸동맥근육의 손상을 일으키는, 팔꿈치나 손목의 정중신경의 상해로 발생할 수 있다.

## 갤러리

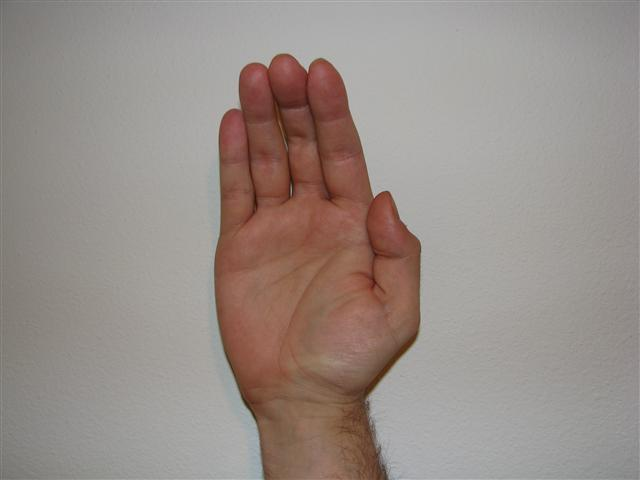
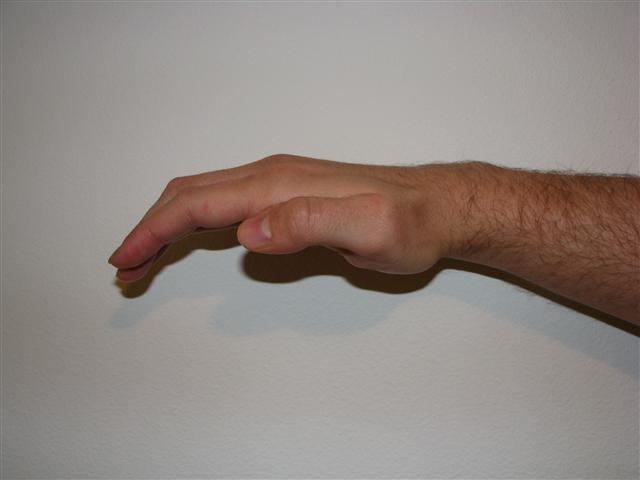